# Archidiales
Archidiales é uma ordem monotípica de musgos que tem Archidiaceae como única família. Esta por sua vez é também um táxon monotípico integrando apenas o género Archidium.

## Espécies
O gênero Archidium possui 38 espécies reconhecidas atualmente.
- Archidium acanthophyllum Snider
- Archidium acauloides G. Schwab
- Archidium alternifolium (Dicks. ex Hedw.) Mitt.
- Archidium amplexicaule Müll. Hal.
- Archidium andersonianum Snider
- Archidium birmannicum Mitt. ex Dixon
- Archidium brevinerve P. de la Varde
- Archidium brisbanicum Broth.
- Archidium capense Hornsch.
- Archidium clarksonianum I.G. Stone
- Archidium clavatum I.G. Stone
- Archidium cubense R.S. Williams
- Archidium dinteri (Irmsch.) Snider
- Archidium donnellii Austin
- Archidium ecklonii Hampe ex Mitt.
- Archidium elatum Dixon & Sainsbury
- Archidium globiferum (Bruch) Wijk & Margad.
- Archidium hallii Austin
- Archidium indicum Müll. Hal.
- Archidium johannis-negrii Tongiorgi
- Archidium julaceum Müll. Hal.
- Archidium julicaule Müll. Hal.
- Archidium laterale Bruch
- Archidium laxirete P. de la Varde
- Archidium microthecium Dixon & P. de la Varde
- Archidium minus (Renauld & Cardot) Snider
- Archidium minutissimum I.G. Stone
- Archidium muellerianum Snider
- Archidium ohioense Schimp. ex Müll.Hal.
- Archidium phascoides Brid.
- Archidium rehmannii Mitt.
- Archidium rothii Watts ex G. Roth
- Archidium stellatum I.G. Stone
- Archidium subulatum Müll. Hal.
- Archidium tenerrimum Mitt.
- Archidium thalliferum I.G. Stone
- Archidium wattsii (Broth.) I.G. Stone
- Archidium yunnanense Arts & Magill